# Andrei Vîlcea
Andrei Vîlcea (ur. 2 lipca 1922 w Sălcuție, zm. w 1998) – rumuński szermierz. Reprezentant kraju podczas Igrzysk Olimpijskich 1952 w Helsinkach. Na Igrzyskach uczestniczył w turnieju indywidualnym florecistów oraz w turnieju drużynowym florecistów i szablistów. W turnieju indywidualnym florecistów dotarł do drugiej rundy, w pozostałych odpadł w pierwszej.